# Vincent Friederici
Vincent John Friederici (* 30. März 2001 in Berlin) ist ein deutscher Basketballspieler.

## Werdegang
Friederici begann seine Basketballvereinslaufbahn im Alter von sieben Jahren beim Berliner SC, mit 15 Jahren wechselte er zum DBV Charlottenburg. Er besuchte das Gottfried-Keller-Gymnasium in Berlin-Charlottenburg-Wilmersdorf und bestand dort 2019 sein Abitur. Im selben Jahr stieß er mit den AB Baskets (Spielgemeinschaft von DBV Charlottenburg, TuS Lichterfelde und RSV Eintracht) ins Halbfinale der deutschen U19-Meisterschaft vor.
In der Saison 2019/20 spielte er bei den Eisbären Bremerhaven, kam dort sowohl in der 2. Bundesliga ProA (1,4 Punkte/Spiel in 16 Einsätzen) als auch in der Nachwuchs-Basketball-Bundesliga (NBBL) zum Einsatz. In der NBBL war Friederici mit 34,4 Punkten je Begegnung bester Korbschütze der Saison 2019/20. Im Sommer 2020 unterschrieb er einen Vertrag beim Bundesligisten Mitteldeutscher BC, der ihm eine Zweitspielrecht für Einsätze mit der BG Bitterfeld-Sandersdorf-Wolfen 06 (2. Bundesliga ProB) verschaffte. Im Dezember 2020 bestritt Friederici sein erstes Bundesliga-Spiel, einen Kurzeinsatz gegen den FC Bayern München. Friederici kam bis 2022 auf insgesamt elf Bundesliga-Einsätze für den MBC und spielte überwiegend für Bitterfeld-Sandersdorf-Wolfen (18,3 Punkte/Spiel in der Saison 2021/22).
Im Sommer 2022 nahm er ein Angebot des Zweitligaaufsteigers SG ART Giants Düsseldorf an. Für die Rheinländer erzielte er im Mittel 9,1 Punkte je Begegnung und ging zur Saison 2023/24 innerhalb der zweiten Liga zum VfL SparkassenStars Bochum. Friederici verpasste mit Bochum 2024 den Klassenerhalt.
Zur Saison 2024/25 wechselte er zum Drittligisten Berlin Braves, verließ den Verein aber im November 2024 wieder und schloss sich dem Zweitligisten Nürnberg Falcons BC an.

### Persönliches
Sein Zwillingsbruder Marc Friederici sowie der ältere Bruder Leon Friederici schlugen ebenfalls Laufbahnen im Leistungsbasketball ein.